# Macabuna qualeae
Macabuna qualeae är en svampart som beskrevs av Buriticá & J.F. Hennen 1998. Macabuna qualeae ingår i släktet Macabuna och familjen Phakopsoraceae.   Inga underarter finns listade i Catalogue of Life.